# Boyon
Der Boyon ist ein kleiner Fluss in Frankreich, der Département Ardèche in der Region Auvergne-Rhône-Alpes verläuft. Er entspringt im Gemeindegebiet von Pranles, entwässert generell Richtung Ost bis Nordost durch den Regionalen Naturpark Monts d’Ardèche und mündet nach rund 18 Kilometern im Gemeindegebiet von Saint-Fortunat-sur-Eyrieux als rechter Nebenfluss in den Eyrieux.

## Orte am Fluss
- Pranles
- Saint-Vincent-de-Durfort